# فرانسوا اومام بییک
فرانسوا اومام بییک (انگلیسی: François Omam-Biyik؛ زادهٔ ۲۱ مهٔ ۱۹۶۶) بازیکن فوتبال اهل فرانسه است.
از باشگاه‌هایی که در آن بازی کرده‌است می‌توان به باشگاه فوتبال سمپدوریا، باشگاه فوتبال کن، باشگاه فوتبال رن، باشگاه فوتبال لانس، باشگاه فوتبال المپیک مارسی، و باشگاه فوتبال آمریکا اشاره کرد.
وی همچنین در تیم ملی فوتبال کامرون بازی کرده‌است.